# Pigmalión (manga)
Pigmalión (ピグマリオ Pigumario?) es una serie de manga creada por Shinji Wada, fue publicado en la revista Hana to Yume desde 1978 a 1990. Una adaptación de anime fue emitida en Japón desde el 5 de noviembre de 1990 al 16 de septiembre de 1991. Constó de 39 capítulos.

## Argumento
Coult, el príncipe del reino de Loon, lleva una vida feliz junto a su padre, el Rey Stephan y su séquito. Es alegre, brillante, sensible y protegido del dios Aganade. 
La madre de Coult, Guaratia, hija de Aganade, se casó con el Rey Stephan. Sin embargo, Medusa, hija del espíritu del Mal, sintió envidia de su felicidad y la transformó en una estatua junto a muchos ciudadanos cuando Coult era aún un bebé. 
Para salvar a los demás ciudadanos, Stephan prometió fidelidad a Medusa, y fue obligado a prometer que Coult haría lo mismo cuando cumpliera 8 años. 
Cuando llega el día, Coult declara que derrotará a Medusa y revivirá a la gente que ella transformó en estatuas. Emprenderá un largo viaje en busca de la hija del espíritu del Mal.

## Personajes
Coult (クルト Kuruto?)
Seiyū: Ai Orikasa

## Medios de comunicación

### Anime
| #  | Título | Estreno                  |
| -- | --- | ------------------------ |
| 1  | «Cumpleaños del Destino del Príncipe Coult» «Ōji Kuruto unmei no tanjōbi» (皇子クルト運命の誕生日)                                       | 5 de noviembre de 1990   |
| 2  | «Estatua de la Madre Guardiana» «Haha no shugo-zō» (母の守護像)                                                                          | 12 de noviembre de 1990  |
| 3  | «Tortuga Grande Zakuma» «Ōkame zakuma» (大亀ザクマ)                                                                                      | 19 de noviembre de 1990  |
| 4  | «Espada de Tierra» «Daichi no ken» (大地の剣)                                                                                            | 26 de noviembre de 1990  |
| 5  | «Primer Compañero Leon» «Hajimete no nakama Reon» (初めての仲間レオン)                                                                   | 3 de diciembre de 1990   |
| 6  | «La Tragedia de la Ciudad Dorada, Princesa Shesta» «Itsuwari no ōgonkyō shesuta hime no higeki» (いつわりの黄金郷・シェスタ姫の悲劇)     | 10 de diciembre de 1990  |
| 7  | «El Secreto del Demonio Salome y la Estatua Dorada» «Yōma sarome to kogane-zō no himitsu» (妖魔サロメと黄金像の秘密)                     | 17 de diciembre de 1990  |
| 8  | «Malvada Medusa Negra Sangre Joven» «Akujin mede~yūsa kuroi chi no yōryoku» (悪神メデューサ・黒い血の妖力)                               | 24 de diciembre de 1990  |
| 9  | «Princesa de Cristal Orie» «Suishō no Hime Orie» (水晶の姫オリエ)                                                                        | 7 de enero de 1991       |
| 10 | «Una Estrella Brillando en el Cristal» «Kurisutaru no naka ni hikaru hoshi no hito» (クリスタルの中に光る星の人)                         | 14 de enero de 1991      |
| 11 | «Los Caballeros Negros y el Legendario Hechicero Oz» «Kuroi kishi-dan to densetsu no yōjutsu-shi Ozu» (黒い騎士団と伝説の妖術師オズ)     | 21 de enero de 1991      |
| 12 | «Dragón Leon Soplando Fuego» «Hiwofuku ryū Reon» (火を噴く竜レオン)                                                                      | 28 de enero de 1991      |
| 13 | «Una Estatua de un Espíritu Gigante que Brilla en los Cielos» «Ten ni kagayaku kyodaina seirei no shugo-zō» (天に輝く巨大な精霊の守護像) | 4 de febrero de 1991     |
| 14 | «Rey Zeo y las Princesas de Nieve de la Montaña de la Muerte» «Shi no yama no ō zeo to sekki-tachi» (死の山の王ゼオと雪姫たち)           | 11 de febrero de 1991    |
| 15 | «Medusa Negra Araña» «Mede~yūsa no tsukai kuro kumobyūn» (メデューサの使い黒クモビューン)                                                | 18 de febrero de 1991    |
| 16 | «Tia Hilado» «Ito tsumugu o baba» (糸紡ぐおばば)                                                                                         | 25 de febrero de 1991    |
| 17 | «¡No mires!» «Mite wa naranai! Maboroshi no tanizoko» (見てはならない! 幻の谷底)                                                         | 4 de marzo de 1991       |
| 18 | «Myra Cayó en la Marea» «Yomi ni ochita myura» (黄泉に落ちたミュラ)                                                                      | 11 de marzo de 1991      |
| 19 | «El País de Fuego del Joven Utah» «Hinokoku no shōnen Yuta» (火の国の少年ユタ)                                                           | 18 de marzo de 1991      |
| 20 | «¡La Vida del Espíritu Orie es Peligrosa!» «Seirei Orie no inochi ga abunai!» (精霊オリエの命が危ない!)                                  | 25 de marzo de 1991      |
| 21 | «El Misterio del Caballero Plateado Marius» «Ginkishi mariusu no nazo» (銀騎士マリウスの謎)                                              | 15 de abril de 1991      |
| 22 | «La profecía del Horóscopo Orie» «Hoshi uranaishi Orie no yogen» (星占い師オリエの予言)                                                  | 22 de abril de 1991      |
| 23 | «¡Llama a la Desgracia! Fragmento de la Estrella Roja» «Fukō o yobu!? Akai hoshinokakera» (不幸を呼ぶ!? 赤い星のかけら)                  | 29 de abril de 1991      |
| 24 | «Escultor Baco Tallando un Arcoíris» «Niji o horu chōkoku-shi bakkosu» (虹を彫る彫刻師バッコス)                                          | 6 de mayo de 1991        |
| 25 | «Narrador Estrella» «Hoshi no goribu» (星の語り部)                                                                                       | 13 de mayo de 1991       |
| 26 | «Templo del Espíritu del Viento» «Kaze no seirei no shinden» (風の精霊の神殿)                                                            | 20 de mayo de 1991       |
| 27 | «¡Puedo Escuchar la Voz de mi Madre Desde la Estatua!» «Sei-zō kara haha no koe ga kikoeru!» (聖像から母の声が聞こえる!)                 | 27 de mayo de 1991       |
| 28 | «Leyenda de la Legendaria Medusa» «Maboroshi no mede~yūsa densetsu» (幻のメデューサ伝説)                                                 | 3 de junio de 1991       |
| 29 | «Fruto Misterioso, Fruto Soñado» «Fushigina kajitsu yumenomi» (不思議な果実・夢の実)                                                     | 10 de junio de 1991      |
| 30 | «El Rey del Mar Poseidón y Neptuno» «Umi no ō poseidon to nepuchūn» (海の王・ポセイドンとネプチューン)                                   | 17 de junio de 1991      |
| 31 | «Secretos de Rainbow Valley» «Niji no tani no himitsu» (虹の谷の秘密)                                                                    | 24 de junio de 1991      |
| 32 | «Oeste Distorsionado» «Yugame rareta nishi» (ゆがめられた西)                                                                             | 1 de julio de 1991       |
| 33 | «Castillo en el Cielo» «Tenkū no shiro» (天空の城)                                                                                       | 29 de julio de 1991      |
| 34 | «Una Vez Más el Fruto de un Sueño» «Mōichido yumenomi o» (もう一度夢の実を)                                                              | 5 de agosto de 1991      |
| 35 | «Fragmento de Espejo de Elso» «Eruzo no kagami no kake-ra» (エルゾの鏡のかけら)                                                          | 19 de agosto de 1991     |
| 36 | «Secretos de Flores de Piedra» «Ishi no hana no himitsu» (石の花の秘密)                                                                  | 26 de agosto de 1991     |
| 37 | «¡Adiós! Leon» «Sayōnara! Reon» (さようなら! レオン)                                                                                     | 2 de septiembre de 1991  |
| 38 | «¡Salva a la Princesa de Cristal Orie!» «Suishō no Hime Orie o sukue!» (水晶の姫オリエを救え!)                                           | 9 de septiembre de 1991  |
| 39 | «Castillo de Medusa en el Fin de la Tierra» «Chinohate mede~yūsa-jō» (地の果てメデューサ城)                                              | 16 de septiembre de 1991 |